# Cadlina laevis
Cadlina laevis (лат.) — вид голожаберных моллюсков из надсемейства Doridoidea. Обычны в морях Северного полушария. Питаются бесскелетными губками.

## Строение

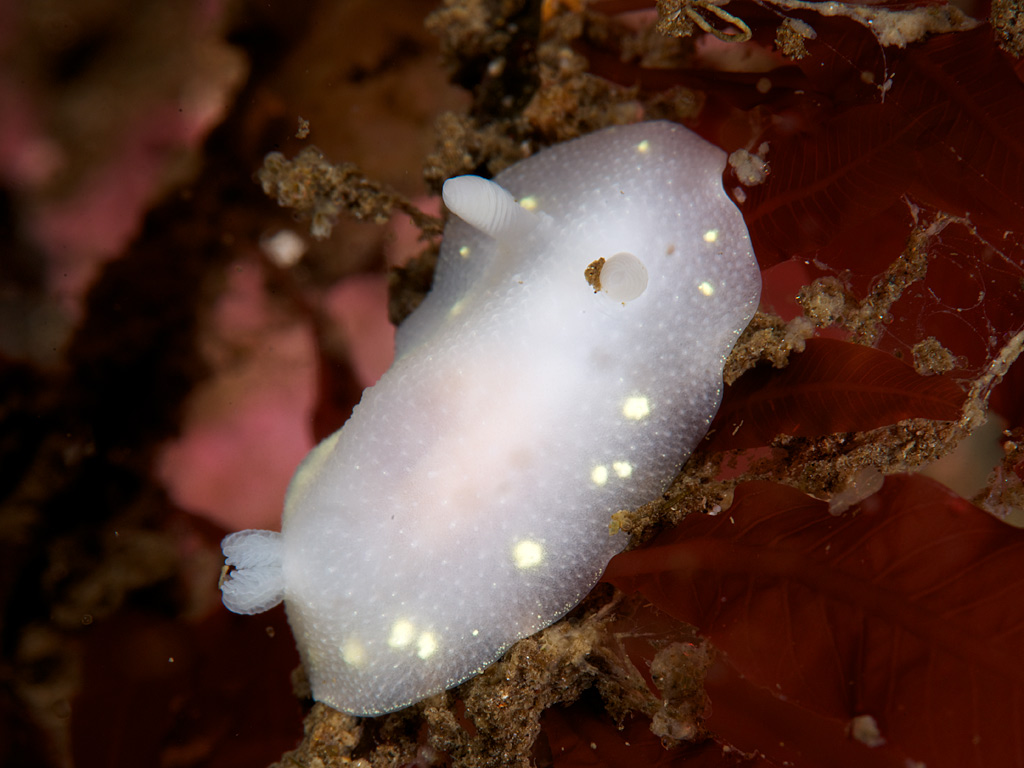
Cadlina laevis из Феда-фьорда (Норвегия). Хорошо видны пара ринофоров, жёлтые субэпидермальные железы и смещённая назад околоанальная розетка жабр

Длина тела — до 30 мм, ширина — до 14 мм, высота — до 6 мм. Спинной участок тела (нотум) образует крупную утоньшающуюся к периферии складку, скрывающую голову и ногу; лишь задний конец ноги может быть виден со спинной стороны в виде небольшого тупоконечного «хвоста». Общая окраска тела белёсая, полупрозрачная. По бокам видны 3—19 подкожных, или субэпидермальных, желёз, обычно лимонно-жёлтого цвета, реже почти белых. Нотум покрыт небольшими мягкими бугорками, более крупными в центре и сглаживающимися по краям. В покровах имеются спикулы, образующие лучистые полосы на нижней стороне нотума.
Ротовые щупальца неправильно-треугольные, подушковидные. Каждый из 50—60 рядов радулы содержит один рахидальный и по 21—27 маргинальных зубов c каждой стороны. Ринофоры несут горизонтальные пластинки, способны сокращаться и полностью втягиваться ринофоральные карманы нотума. Околоанальная розетка состоит из 5—10 жабр, сидящих в общем жаберном кармане, куда они способны втягиваться целиком.

## Распространение и образ жизни
Аркто-бореальный вид, широко распространённый в Северном полушарии. В бассейне Северного Ледовитого океана известны от берегов Гренландии и Исландии и — через Норвежское, Баренцево, Белое и Карское моря — до моря Лаптевых включительно. В Северной Атлантике ареал доходит до широты Массачусетса на западе и берегов Испании на востоке, заходя в Балтийское море (Кильская бухта) и Средиземное море (до Тирренского и Адриатического морей). В Тихом океане достигают Японского моря и побережья континентальных штатов США.
Вид обычен от приливно-отливной зоны до глубин в 100 м (единичные встречи — до 800 м), наиболее обильны на мелководье (до глубины в несколько десятков метров). В приливно-отливной зоне активны во время прилива (особенно во время высоких сизигийных приливов), в отлив находят укрытие под камнями. Взрослые особи толерантны к широкому диапазону температур — за исключением периода размножения, которое происходит лишь в холодной воде, из-за чего в более тёплых морях вид оказывается требовательным к сезонности климата.
Питаются исключительно бесскелетными губками, обрастающими камни и фукоиды. При этом окраска и фактура тела точно имитируют поверхность губки, делая моллюсков незаметными на субстрате. Несмотря на узкий пищевой спектр, Cadlina laevis довольно часто обнаруживается вдали от кормовых объектов — на камнях, талломах фукоидов или ламинарии.

## Размножение и развитие
Размножение в высоких арктических широтах, в особенности на больших глубинах, не привязано к конкретному сезону и происходит в течение всего года. В бореальных и умеренных водах нерест приурочен к холодному времени года, что указывает на арктическое происхождение вида. В Белом море период размножения — с марта по конец июня.
Гермафродитная особь формирует крупную (до 6 см) кладку в виде широкой ленты белого цвета (позднее окраска меняется до жёлтой). Одним краем, более длинным, лента по мере образования прикрепляется к субстрату (например, к фукоидам или пустым раковинам моллюсков), сворачиваясь в спираль и принимая вид полого усечённого конуса. Число яиц в кладке может доходить до 500. Развитие прямое, длится не менее 2 месяцев, по прошествии которых из кладки выходит ползающая молодая особь.